# The Automatic
Gli Automatic sono un gruppo musicale pop punk britannico formato a Cowbridge, in Galles, ma residente a Cardiff.

## Storia
Nel 1996, agli ultimi anni delle scuole medie, all'età di 13 anni, Rob Hawkins, James Frost, Iwan Griffiths e Alex Pennie, formano una band chiamata in origine The White Rabbit. Quando entrerà a far parte della band Paul Mullen, la band cambierà il nome in quello attuale. Il gruppo firma un contratto con l'etichetta indipendente B-Unique Records e con la Epitaph Records.
Nel novembre del 2005 il gruppo pubblicò il primo singolo ufficiale (già registrato nel 2002) Recover, che riesce a vendere solamente 1500 copie in vinile. Altri due singoli (Raoul, Monster) si susseguono tra di loro, e in Gran Bretagna riscuotono successo, già prima dell'uscita del loro disco d'esordio.
Nel luglio del 2006 uscì il loro album d'esordio Not Accepted Anywhere, che scalò la classifica degli album britannica arrivando al terzo posto. In Italia il loro successo approdò più tardi: i singoli Recover e Monster, usciranno nell'agosto del 2006, e il loro album a settembre. Divenuti noti in buona parte dei paesi dell'Europa occidentale, negli Stati Uniti e in Canada, tennero una serie di concerti che li portò ad avere successo oltreoceano. Nel settembre del 2006 pubblicarono l'EP dal vivo Live At The 100 Club, registrato al 100 Club di Londra. Alla fine dell'anno ricevettero una serie di candidature al Pop Factory Award come miglior band giovanile, miglior performance, miglior artista britannico e artista dell'anno 2006.
Nel giugno del 2007, attraverso la loro pagina di MySpace, annunciarono di aver quasi terminato il loro secondo album, This Is a Fix, uscito poi nel 2008. Intanto il loro tastierista Alex Pennie annunciò l'intenzione di lasciare il gruppo.
Dopo la pubblicazione del terzo album Tear the Signs Down nel 2010, l'attività del gruppo si è arrestata.

## Stile e influenze
Sebbene gli Automatic siano catalogabili come pop punk, il loro sound mostra anche influenze della dance. Loro stessi si sono definiti Disco-electro-pop-punk-rock, e dai loro brani si possono riscontrare influenze da parte di artisti della scena pop-punk come Green Day, blink-182 e Sum 41, della scena dance punk, come LCD Soundsystem, The Rapture, Liars e !!! e da altri artisti influenti del rock alternativo come Muse, Ash, Radiohead e Blur.

## Membri

### Formazione
- Rob Hawkins - voce, ora chitarra, ex-basso
- James Frost - ex-chitarra, ora basso, voce
- Iawn Griffiths - batteria
- Paul Mullen - chitarra, tastiere

### Ex-componenti
- Alex Pennie - tastiere, sintetizzatori, voce

## Discografia

### Album in studio
- 2006 - Not Accepted Anywhere
- 2008 - This Is a Fix
- 2010 - Tear the Signs Down

### EP
- 2005 - Raoul EP
- 2006 - Live At The 100 Club

### Singoli
- 2005 - Recover
- 2006 - Raoul
- 2006 - Monster

### DVD
- 2007 - NME Awards
- 2007 - SXSW 2007 Live Performances

## Premi e riconoscimenti
- The Pop Factory Awards 2005 - Miglior Band Giovanile
- The Pop Factory Awards 2006 - Miglior Performance
- The Pop Factory Awards 2006 - Miglior band Rock & Roll
- Vodafone Music Awards 2006 - Miglior Artista Britannico
- T4 Popworld Artista dell'anno 2006